# Carolo Antonio Di Vincenzo
Carolo Antonio De Vincentiis (o Carlo Vincenzo), conocido como el Acquaviva (Acquaviva delle Fonti, 1622 después de 1677) fue un violinista italiano.
Nacido en Acquaviva da Donato y Livia Cassotta. Fue uno de los más importantes violinistas napolitanos del Seicento, maestro de Pietro Marchitelli en 1657.